# Onorato IV di Monaco
Onorato IV di Monaco (Parigi, 17 maggio 1758 – Monaco, 16 febbraio 1819) è stato principe sovrano di Monaco dal 1814 al 1819.

## Biografia

### Infanzia
Onorato di Monaco nacque a Parigi il 17 maggio 1758, figlio del principe Onorato III di Monaco e di sua moglie, la marchesa genovese Maria Caterina Brignole-Sale. Dal 10 marzo 1788, fu il comandante del reggimento Royal-Cravate, chiamato a Parigi da Luigi XVI e Maria Antonietta per reprimere i disordini nel luglio 1789. Onorato di Monaco era imparentato con: Fulvio Grimaldi, Bernardino Grimaldi, Clemente Grimaldi, Casa Savoia e del Conte Galeazzo Ciano. Inoltre era lontano parente del Garibaldino Cesare Parenzo.

### Rivoluzione francese

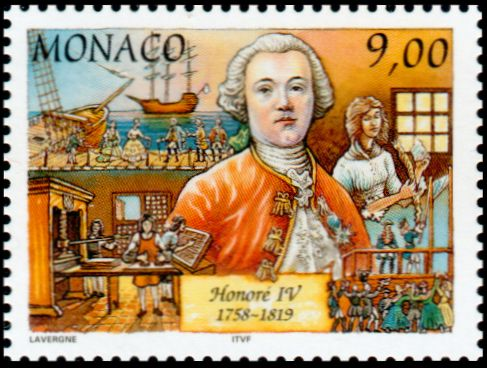
Onorato Grimaldi

Le sue sfortune personali iniziarono con lo scoppio della Rivoluzione francese in quanto la sua situazione di residente nella capitale francese al momento dell'instaurazione del "Terrore" lo rese un facile bersaglio del governo repubblicano. Egli venne pertanto arrestato e costretto alla prigionia. Dopo sette anni di carcere venne rilasciato ma il Principato era stato ormai annesso alla Francia col nome di Fort Hercules.
Grazie al fratello Giuseppe che militò per la causa napoleonica, dapprima nel consolato e poi nell'Impero francese, egli ottenne una posizione privilegiata ritornando in auge nella società parigina.

### Matrimonio

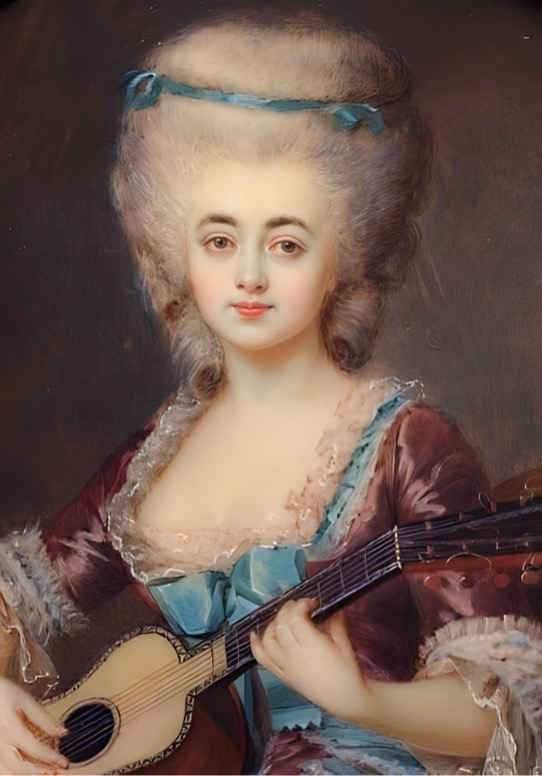
Louise d'Aumont Mazarin ritratta da Antoine Vestier

Il 15 luglio 1777, Onorato sposò Louise d'Aumont Mazarin, dalla quale ebbe due figli maschi che entrambi, a turno, salirono sul trono monegasco.
I due divorziarono nel 1798.

### Principe di Monaco

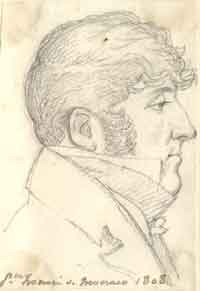
Il principe Onorato in un disegno di Frédéric Christophe d'Houdetot del 1808

Alla morte di suo padre Onorato III nel 1795, il principe divenne formalmente reggente del trono monegasco, ma ottenne il trono del Principato de facto solo dopo la cacciata delle forze napoleoniche da Monaco nel 1814, grazie ad una causa perorata personalmente dal ministro francese Charles Maurice de Talleyrand-Périgord al Congresso di Vienna che, col Trattato di Parigi, stabilì che il principe di Monaco dovesse far ritorno al proprio trono, secondo il principio di legittimità, anche contro il parere del Regno di Francia che invece desiderava annettere il piccolo principato ai propri domini. Per questo motivo il principato venne posto sotto tutela del Regno di Sardegna.
Onorato ottenne il pieno controllo del principato, liberandolo così dall'influsso delle forze esterne e passò i titoli ottenuti dalla moglie, Louise d'Aumont Mazzarino, al proprio figlio, Onorato V di Monaco e quindi alla casata Grimaldi. A partire dal 1814, infatti, venne istituita una reggenza in suo nome diretta per il primo anno da suo fratello Giuseppe e poi, dal 1815, da suo figlio, il principe ereditario Honoré che gli succedette poi come principe sovrano. Nel 1817 fondò la Compagnia dei carabinieri del principe.

### Morte

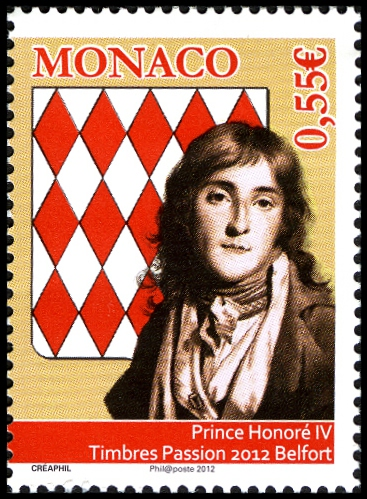
Onorato IV in un francobollo

Gravemente malato da tempo e minato nel corpo dagli anni di prigionia, si spense il 16 febbraio 1819 ed alla sua morte gli successe il figlio maggiore Onorato V.

## Commemorazione
Il principe Ranieri III, nel 1958, fece stampare un francobollo commemorativo nel II centenario della sua nascita.

## Discendenza
Onorato e Louise d'Aumont Mazarin ebbero due figli maschi:
- Onorato (1778-1841)
- Florestano (1785-1856)

A Onorato IV è attribuita anche la paternità di:
- Jean-Marie Hervagault (1781-1812)

## Ascendenza
|                                                        |                                                       |                                                           | Genitori                        |  |  | Nonni |  |  | Bisnonni                      |  |  | Trisnonni                  |  |
|                                                        |                                                       |                                                           |                                 |  |  |       |  |  | Jacques III Goyon de Matignon |  |  | François Goyon de Matignon |  |
|                                                        |                                                       |                                                           |                                 |  |  |       |  |  | Jacques III Goyon de Matignon |  |  | François Goyon de Matignon |  |
|                                                        |                                                       | Anne Malon de Bercy                                       |                                 |  |  |       |  |  | Jacques III Goyon de Matignon |  |  |                            |  |
| Giacomo I di Monaco                                    |                                                       |                                                           |                                 |  |  |       |  |  | Jacques III Goyon de Matignon |  |  |                            |  |
|                                                        |                                                       | Charlotte Goyon de Matignon-Torigni                       | Henri Goyon de Matignon-Torigni |  |  |       |  |  |                               |  |  |                            |  |
|                                                        |                                                       | Charlotte Goyon de Matignon-Torigni                       | Henri Goyon de Matignon-Torigni |  |  |       |  |  |                               |  |  |                            |  |
|                                                        |                                                       | Charlotte Goyon de Matignon-Torigni                       | Marie Francoise Le Tellier      |  |  |       |  |  |                               |  |  |                            |  |
| Onorato III di Monaco                                  |                                                       | Charlotte Goyon de Matignon-Torigni                       |                                 |  |  |       |  |  |                               |  |  |                            |  |
|                                                        |                                                       | Antonio I di Monaco                                       | Luigi I di Monaco               |  |  |       |  |  |                               |  |  |                            |  |
|                                                        |                                                       | Antonio I di Monaco                                       | Luigi I di Monaco               |  |  |       |  |  |                               |  |  |                            |  |
|                                                        |                                                       | Antonio I di Monaco                                       | Catherine Charlotte de Gramont  |  |  |       |  |  |                               |  |  |                            |  |
| Luisa Ippolita di Monaco                               |                                                       | Antonio I di Monaco                                       |                                 |  |  |       |  |  |                               |  |  |                            |  |
|                                                        |                                                       | Maria di Lorena                                           | Luigi di Lorena-Armagnac        |  |  |       |  |  |                               |  |  |                            |  |
|                                                        |                                                       | Maria di Lorena                                           | Luigi di Lorena-Armagnac        |  |  |       |  |  |                               |  |  |                            |  |
|                                                        |                                                       | Maria di Lorena                                           | Catherine de Neufville          |  |  |       |  |  |                               |  |  |                            |  |
| Onorato IV di Monaco                                   |                                                       | Maria di Lorena                                           |                                 |  |  |       |  |  |                               |  |  |                            |  |
|                                                        | Anton Giulio II Brignole Sale, V marchese di Groppoli | Giovanni Francesco Brignole Sale, IV marchese di Groppoli |                                 |  |  |       |  |  |                               |  |  |                            |  |
|                                                        | Anton Giulio II Brignole Sale, V marchese di Groppoli | Giovanni Francesco Brignole Sale, IV marchese di Groppoli |                                 |  |  |       |  |  |                               |  |  |                            |  |
|                                                        | Anton Giulio II Brignole Sale, V marchese di Groppoli | Maria Anna Durazzo                                        |                                 |  |  |       |  |  |                               |  |  |                            |  |
| Giuseppe Maria Brignole Sale, VII marchese di Groppoli | Anton Giulio II Brignole Sale, V marchese di Groppoli |                                                           |                                 |  |  |       |  |  |                               |  |  |                            |  |
|                                                        |                                                       | Isabella Brignole Sale                                    | Giovanni Giacomo Brignole Sale  |  |  |       |  |  |                               |  |  |                            |  |
|                                                        |                                                       | Isabella Brignole Sale                                    | Giovanni Giacomo Brignole Sale  |  |  |       |  |  |                               |  |  |                            |  |
|                                                        |                                                       | Isabella Brignole Sale                                    | Lucrezia Pallavicini            |  |  |       |  |  |                               |  |  |                            |  |
| Maria Caterina Brignole Sale                           |                                                       | Isabella Brignole Sale                                    |                                 |  |  |       |  |  |                               |  |  |                            |  |
|                                                        |                                                       | Francesco Maria Balbi                                     | Giacomo Balbi                   |  |  |       |  |  |                               |  |  |                            |  |
|                                                        |                                                       | Francesco Maria Balbi                                     | Giacomo Balbi                   |  |  |       |  |  |                               |  |  |                            |  |
|                                                        |                                                       | Francesco Maria Balbi                                     | Olimpia Pinelli                 |  |  |       |  |  |                               |  |  |                            |  |
| Maria Anna Balbi                                       |                                                       | Francesco Maria Balbi                                     |                                 |  |  |       |  |  |                               |  |  |                            |  |
|                                                        |                                                       | Maria Clarice Durazzo                                     | Giovanni Agostino Durazzo       |  |  |       |  |  |                               |  |  |                            |  |
|                                                        |                                                       | Maria Clarice Durazzo                                     | Giovanni Agostino Durazzo       |  |  |       |  |  |                               |  |  |                            |  |
|                                                        |                                                       | Maria Clarice Durazzo                                     | Maddalena Spinola               |  |  |       |  |  |                               |  |  |                            |  |
|                                                        |                                                       | Maria Clarice Durazzo                                     |                                 |  |  |       |  |  |                               |  |  |                            |  |